# Violette AC
Violette AC ist ein haitianischer Fußballverein aus Port-au-Prince.

## Geschichte
Violette Athletic Club gehört mit sieben Meistertiteln zu den erfolgreichsten Mannschaften Haitis, außerdem konnte der CONCACAF Champions Cup im Jahr 1984 gewonnen werden.

## Erfolge
- Ligue Haïtienne: 7

1939, 1957, 1968, 1983, 1995, 1999, 2020/21-O
- Coupe d’Haïti: 2

1939, 1951
- CONCACAF Champions Cup: 1

1984
- CFU Club Championship: 1

2022

## Bekannte Spieler
- Alexandre Boucicaut
- Sebastien Vorbe
- Philippe Vorbe